# 4-й Монетчиковский переулок
Четвёртый Моне́тчиковский переу́лок — небольшая улица в центре Москвы в Замоскворечье между 3-м и 6-м Монетчиковскими переулками.

## История
Названия Монетчиковых переулков появилось в XIX веке по местности Монетчики, в которой жили монетчики — работники Кадашёвского монетного двора.

## Описание
4-й Монетчиковский переулок начинается от 3-го, проходит на восток параллельно 2-му Новокузнецкому и выходит к 6-му Монетчиковскому.

## Здания и сооружения
По нечётной стороне:
По чётной стороне: